# Bob Lazar
Pour les articles homonymes, voir Lazar.
Robert Scott Lazar, ou Bob Lazar, né le 26 janvier 1959, est un lanceur d'alerte et auteur conspirationniste prétendant être diplômé du California Institute of Technology et du Massachusetts Institute of Technology et avoir travaillé, entre 1988 et 1989, en tant que physicien au Secteur 4 près de la Zone 51, une base militaire située dans le désert du Nevada. D'après Lazar, le S4 a été créé pour la rétro-ingénierie d'engins extraterrestres récupérés par l’armée américaine après la Seconde Guerre mondiale. Cependant, la crédibilité de ses propos a été fortement remise en cause après que plusieurs journaux ont mis au jour ses propos mensongers quant à sa formation professionnelle.

## Biographie

### Études
Elève dans un lycée (high school) de Long Island, Bob Lazar obtient son diplôme de fin d'études secondaires au mois d'août, après repêchage. Ses résultats de l'année terminale le classent dans le dernier tiers de la classe et la seule matière scientifique qu'il ait étudiée est la chimie.
Il est ensuite étudiant, deux années durant, au centre universitaire (junior college) Pierce à Los Angeles (Californie).
Il affirme avoir obtenu un diplôme d'électronique au California Institute of Technology à Pasadena mais une enquête du Los Angeles Times publiée en 1993 montre qu'il n'existe aucune preuve de son passage au Cal Tech. 
Il prétend également avoir obtenu un diplôme de physique nucléaire au MIT à Cambridge (Massachusetts) mais des investigations poursuivies par l'ufologue Stanton Friedman montrent que les résultats scolaires de Bob Lazar ne pouvaient aucunement lui ouvrir les portes du MIT et que cette institution ne possède aucun dossier le concernant. 
Selon Lazar, les traces de ses études ont été supprimées par le gouvernement mais d'après le service juridique du MIT il est impossible d'effacer la totalité des documents concernant un diplômé de l'institut. 
Selon Paris Match, le Dr. Robert Krangle, physicien et contractant externe à Los Alamos, a confirmé la présence de Bob Lazar à Los Alamos.

### Déclarations à propos de la Zone 51
Lazar apparaît sur le devant de la scène pour la première fois en 1982, dans le Los Alamos Monitor. L'article, intitulé « Un scientifique de Los Alamos rejoint la jet-set - à 300 km/h », traite d'un dragster sur lequel Lazar affirme avoir travaillé avec l'aide d'un chercheur de la NASA. Le bolide était construit à partir d'un moteur de jet modifié et placé dans une voiture classique. Le journal présente alors Bob Lazar comme « physicien travaillant au complexe de Los Alamos Meson ».
En novembre 1989, Lazar est interviewé à Las Vegas par le reporter George Knapp pour la télévision locale KLAS-TV. Dans cette interview, Lazar révèle avoir travaillé au Secteur 4, un lieu proche de la Zone 51, ou Groom Lake, dans le comté de Lincoln au Nevada (à environ 160 km au nord-ouest de Las Vegas).
Lazar est amené à travailler - avec d'autres scientifiques - sur la propulsion d'un nouveau genre d'appareils militaires ressemblant aux soucoupes volantes. Il pense alors que les observations d'ovnis sont en réalité les vols d'essai de ces engins appartenant à l'armée de l'air des États-Unis. Mais au fur et à mesure de ses recherches et de la lecture de plusieurs documents, il se persuade que les neuf engins entreposés à S4 sont d'origine extraterrestre. Dans son témoignage, il explique que lorsqu'il monta à bord de l'un de ces appareils pour en examiner l'intérieur, il eut la sensation que cet engin était construit pour une personne d'une autre morphologie que celle d'un pilote humain. D'après lui, les extraterrestres qui auraient fabriqué ces appareils proviendraient du système solaire Zeta Reticuli situé dans la constellation du Réticule à 39 années-lumière de notre planète. Il explique également que ces engins seraient propulsés par l'élément atomique 115 (l'ununpentium). Selon lui, cet élément chimique est une source d'énergie qui permet l'antigravité lorsqu'il est bombardé de protons et produit de l'énergie par antimatière. Lorsque l'intense champ d'interaction forte de l'ununpentium est correctement amplifié, l'effet antigravitationnel produit à grande échelle permettrait de créer une distorsion du continuum espace-temps, distorsion qui permettrait de raccourcir les distances et le temps de voyage pour une destination voulue.
Soupçonné par la sécurité d'emmener des amis près de la base chaque semaine pour observer les tests à basse altitude d'engins ultra-secrets, Robert Lazar est démis de ses fonctions en 1989. Depuis, il affirme que le gouvernement américain, ou une « autorité plus haut placée », a cherché à lui nuire et à effacer les traces de son existence.

#### Critiques
Ces histoires ont attiré l'attention des médias et des ufologues. Quelques-uns y ont cru, mais la majorité est restée sceptique. Ainsi, David L. Morgan, docteur en physique, a analysé les propos de Lazar et a contredit la majorité des affirmations scientifiques qu'ils contiennent, en particulier l'utilisation de l'ununpentium comme carburant. Morgan écrit : « après avoir lu les dires de Bob Lazar sur les aspects « physiques » du système de propulsion de son ovni de la zone 51, ma conclusion est la suivante : M. Lazar présente un scénario qui, s'il était correct, violerait tout un ensemble de théories communément admises. Cela ne veut pas forcément dire que c'est impossible. Mais la façon dont Lazar présente ces points est troublante d'un point de vue scientifique : il démontre à plusieurs reprises un manque évident de compréhension de la physique. »

### Commerce d'explosifs

#### Desert Blast
Bob Lazar et son ami de longue date Gene Huff organisent le Desert Blast, un festival annuel pour les mordus d'explosion, dans le désert du Nevada. Créé en 1987, ce festival présente des explosifs artisanaux, des fusées, des véhicules propulsés par des moteurs d'avions, et autres effets pyrotechniques, dans l'intention de mettre en avant l'aspect amusant de la physique,.
En 2000, Bob Lazar fonde United Nuclear, une société de fournitures scientifiques pour amateurs, basée au Nouveau-Mexique puis transférée dans le Michigan. Elle fournit par exemple du minerai radioactif, de puissants aimants, ou des curiosités scientifiques comme l'aérogel, ainsi que divers éléments chimiques.

#### Condamnations par la justice américaine
Le journal Los Angeles Times découvre qu'en 1990, Lazar a plaidé coupable dans une affaire de proxénétisme, avant de faire faillite et de devenir développeur de photos à son compte. À la suite d'une enquête fédérale commencée en 2003, Lazar et sa femme Joy White sont accusés, en 2006, d'avoir violé une loi fédérale sur les substances dangereuses, en livrant des substances chimiques à travers le pays. Ce délit peut être puni de 270 jours de prison et d'une amende de 15 000 dollars. Lazar se défend en disant qu'il avait pensé à tort pouvoir vendre ce genre de matériaux après avoir trouvé des informations incorrectes sur internet.
En 2007, il est condamné à payer 7 500 dollars pour avoir vendu des matériaux chimiques destinés à fabriquer des feux d'artifice illégaux. Lazar « plaide coupable des trois chefs d'accusation concernant l'introduction sur le territoire de produits dangereux interdits ». Il attire à nouveau l'attention en 2006 pour avoir vendu de petites quantités de polonium, le même élément radioactif qui a empoisonné mortellement l'agent secret soviétique Alexander Litvinenko.

### Dans les médias
Le 20 juin 2019, Bob Lazar, fait une apparition dans l'émission The Joe Rogan Experience où Lazar et Joe Rogan débattent de la possibilité de vie extraterrestre.

## Filmographie
- Le film documentaire Bob Lazar : Zone 51 et soucoupes volantes[18], réalisé en 2018, revient avec des images d'archives sur la vie de Bob Lazar lorsqu’il a alerté l'opinion publique sur la zone 51.
- Les « révélations » de Bob Lazar sont abordées dans le 3e épisode de la 14e saison de la série télévisée Ancient Aliens.

#### Apparition dans des documentaires et dans les médias
- « Bob Lazar » (présentation), sur l'Internet Movie Database
- Weird Travels (2003)
- Encounters With The Unexplained (2000)
- Close Encounters: Proof of Alien Contact (2000)
- Area 51: The Alien Interview (1997)
- Dreamland: Area 51 (1996)

#### Autres liens externes
- United Nuclear (une société créée par Bob Lazar)